# Тодор Пиперевски
Тодор Христов Пиперевски е виден български индустриалец, революционер, деец на Вътрешната македонска революционна организация и дарител, направил едно от най-големите частни дарения в българската история.

## Биография

### Бизнесмен
Пиперевски е роден в бедно семейство в град Щип, тогава в Османската империя. Брат е на Андон Пиперевски. Завършва III гимназиален клас. Към 1903 година е в Щип и е деец на ВМОРО.
Установява се в новосъздаденото свободно Княжество България. Става едър търговец и акционер.
При избухването на Балканската война в 1912 година Тодор Пиперевски е доброволец в Македоно-одринското опълчение и служи в Нестроевата рота на III солунска дружина.
Заедно с Димитър Савов Пиперевски създава търговско-предприемаческо дружество „Савов–Пиперевски“. В 1926 година дружеството заедно с Никола Чилов, директор на химическата фабрика в Костинброд, изкупува акциите на предприятието от Френско-българската банка. След смъртта на Чилов в 1936 година наследниците му изкупуват по-голямата част от дяловете и фабриката става най-големия и модерен завод за растителни масла, сапуни, туткал, козметични препарати, в който Пиперевски остава акционер. Между 1938 и 1940 г. Пиперевски създава и тъкачната фабрика АД „Марица“ в Пловдив. Фабриката има 150 стана, съвременно апретурно и бояджийско отделение, големи производствени сгради и складове. Пиперевски има акции от АД „Българска Оризарна“ и АД „Реколта“ (Пловдив).

### Македонски деец
Включва се в революционното движение на македонските българи и става касиер на ВМРО. След убийството на Тодор Александров, Пиперевски предава организационните суми на Иван Михайлов, който става новият лидер на ВМРО. През 1928 година влиза в управителния съвет на Македонската народна банка. Касиер е на ВМРО до забраната на организацията от деветнадесетомайското правителство. След преврата е интерниран.
Тодор Пиперевски умира в София на 10 септември 1942 година.

### Дарител
Тодор Пиперевски развива мащабна благотворитлна дейност. Пиперевски няма преки наследници и със завещание от 2 юли 1942 г. завещава всичките си акции и активи от АД „Н. Чилов“ на стойност над 100 милиона лева на българската държава. Пиперевски иска да се учреди фонд при министерството на вътрешните работи и народното здраве, като от лихвите на капитала на дружеството да се изпращат периодично на специализация в чужбина по посочените специалности по двама лекари от освободена Македония, като издръжката им бъде съобразена със стандарта на живот в съответните страни, за да могат те да се посветят само на научните си занимания. Лекарите при завръщането си се задължават да работят в продължение на една година в Щип или в друго здравно заведение в българска Македония. Според Пиперевски македонските българи, поради продължителното робство са се посветили на революционната борба, и са оставили на заден план професионалното си развитие:
| „ | Сега, когато тази свобода е вече осъществена, аз искам да се даде на такива млади способни македонци да добият възможност чрез специализиране в чужбина в областта на вътрешната медицина и хирургия-урология да усъвършенстват своите познания и с това да бъдат полезни на здравното дело на страната. | “ |

Фондът ще издържа и 20 легла в новоизградената болница в Щип, а останалите от приходите на фонда средства ще използват за подобни благотворителни цели.
Със завещанието си Пиперевски създава и втори фонд „Тодор и Стефана Пиперевски“ към министерство на търговията, промишлеността и труда, като за целта оставя на държавата наследява 49 % от акциите на АД „Марица“ и тъкачната фабрика в Пловдив на стойност 40 милиона лева. Останалите 51 % от акциите оставя на съпругата си Стефана Пиперевска, след чиято смърт те също трябва стават притежание на българската държава. Фондът е за създаване на занаятчийско училище в Щип, тъй като „моят роден град в миналото е цъфтял като един важен занаятчийски център и аз искам да допринеса чрез създаването на такова училище да запази и в бъдеще името си на един занаятчийски град“.
През 1940 година Пиперевски дарява 50 000 лева на Македонския научен институт. В завещанието си оставя на института още 500 000 лева. 100 000 лева оставя на Щипското братство в София и 50 000 лева на Македоно-одринското опълченско дружество.
Със закон на 18 март 1943 г. ХХV Обикновено народно събрание приема завещанието на Пиперевски и учредява специална фондация, чиито приходи в 1943 година са 1,415 милиона лева, а за 1945 г. – 5,128 милиона лева. В 1943 г. фондацията изразходва 805 000 лева за издръжка на двама специализанти лекари от Македония в чужбина и двама студенти по медицина в София, за издръжка на болницата в Щип, помощи на щипски граждани при лечение. През 1947 г. освен средства за специализации, ефорията на фондацията отпуска стипендии на още двама студенти медици в София.
На 11 декември 1945 г. ефорията става член на учредената Фондация за социални грижи при заводите „Н. Чилов“, която има основен капитал от 60 милиона лева, и разгръща социална дейност в полза на работниците – поддържа безплатен работнически стол, детска градина, училище, болница с консултанти от Александровата болница, раздава ежемесечно продукти, произведени в завода и от помощното стопанство, построява 20 къщи-близнаци за 40 семейства.
След установяването на комунистическата диктатура в България, през май 1947 г. предприятието е национализирано, а ефорията и фондацията са ликвидирани. През декември 1947 г. е национализирано и АД „Марица“ в Пловдив.